# Kim Mackney
Kim A. Mackney (ur. 5 lutego 1949) – australijski wioślarz, olimpijczyk.
Reprezentował Australię na Letnich Igrzyskach Olimpijskich 1972, które odbyły się w Monachium.